# Maire Quinn
Maire Quinn (9 juin 1872 – 21 août 1947) est une actrice et militante républicaine irlandaise ainsi que l'une des membres fondatrices de l'Irish National Theatre Society,.

## Jeunesse en Irlande
Maire Quinn, fille de Michael Quinn et Margaret Roden, nait sous le nom Mary Quinn  dans le comté de Fermanagh, mais est parfois appelée Maire T. Quinn ou Mary Teresa Quinn. Elle est l'une des membres fondatrices d'Inghinidhe na hÉireann, où elle est nommée secrétaire exécutive par Maud Gonne, présidente de la société. Sa sœur, Margaret, fait également partie du groupe. Avec Gonne, elle dirige une « pâtisserie patriotique » à Clonturk Park et propose une alternative pour les enfants qui n'ont pas assisté aux célébrations de Phoenix Park lors de la visite de la reine Victoria en 1900 en Irlande. Ce fut un événement nationaliste important, avec 30 000 enfants présents. Quinn a représenté le Comité national des femmes aux célébrations franco-irlandaises qui se sont tenues à Paris en 1900 avec Jennie Wyse Power,.
Au départ, Quinn travaille aux côtés de Marie Perolz en tant que professeur irlandais à l'Inghinidhe. Elle commence à jouer avec le travail d'Inghinidhe de promotion du théâtre et de la littérature irlandaise, se produisant dans An tobar draoidheachta (Le puits magique), produit en 1900 avec l'Ormond Dramatic Company et William Fay. En 1901, les Inghinidhe organisent de nombreux tableaux vivants dans les salles de concert d'Antient avec l'aide d'Alice Milligan. Milligan aide également dans la première représentation à Dublin d'Eilis agus an bhean deirce (Eilish et la mendiante) de Peadar Toner Mac Fhionnlaoich. Quinn joue le rôle-titre en face de son futur mari, Dudley Digges, dans un double programme produit en collaboration avec la compagnie nationale irlandaise de création dramatique, mettant en vedette la première représentation publique de Deirdre de George Russell à St Theresa's Hall, Clarendon Street. Elle joue Bridget Gillane dans la première représentation de Kathleen Ní Houlihan de William Butle Yeats en avril 1902. Au St Mary's Minor Hall, à Belfast, elle joue les rôles principaux dans Kathleen Ní Houlihan et The racing lug de James Cousins (en),.
Quinn est une membre fondatrice et la première actrice de l'Irish National Theatre Society, plus tard l'Abbey Theatre. Elle a joué un rôle clé dans la promotion du travail de Padraic Colum en donnant à Fay une copie manuscrite du Broken soil de Colum. Elle joue Brigit dans The hour glass de Yeats à la première de la société à Molesworth Hall, Dublin le 14 mars 1903. Elle a joué un rôle critique dans la mobilisation des membres d'Inghinidhe na hÉireann et de Cumann na nGaedheal pour affronter le maire de Dublin, Timothy Charles Harrington, lors d'une réunion du parti parlementaire irlandais le 18 mai 1903, connue sous le nom de « bataille de la rotonde ». Les membres lui ont demandé de répondre aux rumeurs selon lesquelles il prononcerait le discours de bienvenue lors de la visite imminente du roi Édouard VII.
Quinn a défendu la maison de Maud Gonne à Rathgar après que Gonne a accroché un drapeau noir après la mort du pape Léon XIII lors de la visite royale. Le conflit qui en a résulté entre les voisins et la police est devenu la « bataille de l'avenue Coulson ». Lorsque le roi visite Belfast plus tard la même année, elle proteste lors d'un rassemblement sur la Falls Road. Les membres des Inghinidhe ont largement essayé d'éviter les altercations avec la police, mais lors d'un incident mettant le feu au drapeau, Gonne et Quinn ont presque été emprisonnés pendant une nuit. Cela a conduit Quinn à perdre son emploi de dactylographe dans une entreprise syndicaliste.
Le 8 octobre 1903, avec MacBride et Digges, Quinn proteste lors de la soirée d'ouverture d'In the shadow of the glen par John Millington Synge  en réponse à la représentation de l'héroïne qui rejette à la fois son amant mercenaire et son mari non aimant. Avec Digges et MacBride, elle forme pour une courte durée la compagnie de théâtre Cumann na nGaedheal, démissionnaire de la National Theatre Society. La compagnie a produit cinq pièces pendant le festival Samhain en 1903. Tout au long de cette même année, elle a présidé un certain nombre de réunions de Cumann na nGaedheal.

## Fin de vie en Amérique
Quinn part en Amérique en 1904 avec Digges et PJ Kelly pour se produire à la Louisiana Purchase Exposition, mais elle s'oppose à la mise en scène irlandaise de certains des actes antérieurs sur le projet de loi en frappant. Elle a ensuite joué lors de l'exposition à Deirdre, mais a ensuite été licenciée de l'entreprise en raison de son rôle dans la grève. Par la suite, elle a pris un poste de chercheuse à la New York Public Library,. En 1905, elle fournit une déposition dans la séparation de Maud Gonne de son mari corroborant l'ivresse constante de MacBride pendant leur mariage. Décidant de rester en Amérique, elle et Digges se marient le 27 août 1907. En 1908, elle se produit avec Digges et Frank Fay au The building fund de William Boyle au Powers Theatre de Chicago. De 1911 à 1914, elle part en tournée avec George Arliss avec Disraeli de Louis N. Parker. Après ce point, la carrière d'actrice de Quinn diminue, tandis que son mari continue à jouer et à diriger avec la New York Theatre Guild et au cinéma. Ils vivent au 1 West Soixante-quatrième Rue, New York.
Alors qu'elle voyage par bateau pour rejoindre sa résidence d'été sur Fire Island, Quinn tombe malade. Elle meurt le 21 août 1947 dans un hôpital de Long Island.